# オペレーションタイガー
『オペレーションタイガー』 (OPERATION TIGER) は、1998年にタイトーが開発・販売したアーケードゲームである。ジャンルはガンシューティングゲーム。

## 概要
1987年に同社より発売され人気を博した『オペレーションウルフ』のシリーズ作品である。2人同時プレイが可能で好評を博した『オペレーションサンダーボルト』と同じく専用筐体を使用しているが、グラフィックはポリゴンになった。しかし当時の基準から見てもややポリゴンが荒く、遠距離の敵が見難かった。モデルガンの質感・ブロウバック効果もあいまって銃を撃ち込む爽快感があった。
ストーリーも『オペレーションサンダーボルト』とほぼ同じで、囚われた捕虜5人を救出して脱出するというものである。ステージは敵基地、ジャングル、捕虜収容所、都市戦など。空港で輸送機に搭乗して脱出した後、最終ボスの戦闘ヘリと対決するシーンがあるが、援護の敵戦闘機をマシンガンで撃ち落として弾薬を補充することができたりとゲームらしい破天荒な面も見受けられる。
また、ゲームバランスを調整し、ステージの選択が可能になった後期バージョン（セカンドミッション）が存在する。

## 操作方法
専用筐体に取り付けられたモデルガンを操作し、通常武器のサブマシンガン（トリガー）と銃口左側ボタンの特殊攻撃（手榴弾とロケット弾がある）を駆使しながらステージを進める。どちらも弾数に制限があるが、ステージ中に登場するアイテムを取ることで弾を補給できる。弾薬の他にも、体力回復ドリンクや、照準を表示させるレーザーポインターなど、様々なアイテムが出現する。
全6ステージを進む途中で、行動ルートを選択できる場面がある。敵兵士は何発も撃ち込むことで得点を稼げる。

## シリーズ作品
- オペレーションウルフ（1987年）
- オペレーションサンダーボルト（1988年）
- オペレーションウルフ3（1994年）